# 소주한국학교
`소주한국학교(중국어 간체자: 苏州韩国学校, 정체자: 蘇州韓國學校)는 중화인민공화국 장쑤성 쑤저우 시에 있는 한국학교이다.

## 연혁
- 2014년 3월 3일 : 개교